# Blidinje Jezero
Blidinje Jezero är en sjö i Bosnien och Hercegovina.   Den ligger i entiteten Federationen Bosnien och Hercegovina, i den södra delen av landet, 70 kilometer väster om huvudstaden Sarajevo. Blidinje Jezero ligger 1 179 meter över havet. Arean är 3,5 kvadratkilometer. Den sträcker sig 1,9 kilometer i nord-sydlig riktning, och 3,4 kilometer i öst-västlig riktning.
Trakten runt Blidinje Jezero består till största delen av jordbruksmark. Runt Blidinje Jezero är det ganska tätbefolkat, med 93 invånare per kvadratkilometer.